# Mu Aquilae
Désignations
Mu Aquilae (μ Aql / μ Aquilae) est une étoile dans la constellation de l'Aigle de magnitude apparente +4,45. Elle se situe approximativement à 111 années-lumière de la Terre. Il s'agit d'une géante orange de type spectral K3-IIIbFe0,5.
Il lui est listé cinq compagnons dans divers catalogues d'étoiles doubles et multiples, mais tous sont des compagnons optiques, qui ne sont pas physiquement liés à Mu Aquilae,